# جيمس مارسلين
جيمس مارسلين (بالفرنسية: James Marcelin)‏ (المولود 13 يونيو 1986) هو لاعب كرة قدم هايتي يلعب حاليًا لنادي كارولينا ريلهوكس والمنتخب الهايتي.

## روابط خارجية
- جيمس مارسلين على موقع الاتحاد الدولي (مؤرشف)  (الإنجليزية)
- جيمس مارسلين على موقع الدوري الأمريكي (الإنجليزية)
- جيمس مارسلين على موقع قاعدة بيانات كرة القدم.إي يو (الإنجليزية)
- جيمس مارسلين على موقع ناشيونال فوتبول تيمز (الإنجليزية)
- جيمس مارسلين على موقع Soccerway.com (الإنجليزية)
- جيمس مارسلين على موقع عالم كرة القدم.نت (الإنجليزية)
- جيمس مارسلين على موقع AS.com (الإسبانية)